# ラリッサ・リケルメ
ラリッサ・マーベル・リケルメ・フルートス（Larissa Mabel Riquelme Frutos、1985年2月22日 - ）は、パラグアイのモデル・女優。
パラグアイのサッカー選手ジョナタン・ファブロ（Jonathan Fabbro）と結婚した。

## 人物
2010 FIFAワールドカップの際、『美人過ぎるサポーター』として世界中でその名前と美貌が知られることとなった。パラグアイ代表とセロ・ポルテーニョのサポーターであった彼女は、同国代表の試合の度に首都アスンシオンのパブリックビューイング前で応援していたが、対イタリア代表戦の際に、自身の豊満な胸の谷間にNokia社製の携帯電話を差し込んで応援している姿や、別の試合では男性用化粧品ブランド“Axe”の文字を、乳房の露出部分に書いた姿が報道されたことにより、その知名度が一気に上昇することとなった。
インターネット上での彼女の名前の検索件数も爆発的に増え、スペイン最大手のスポーツ新聞『マルカ』は、リケルメを「ワールドカップの恋人」と称し、世界的に最も名の知れたサポーターとなった。
7月3日に行われたスペイン代表との準々決勝の直前に、「パラグアイ代表が優勝したら裸で街中を走る」と公約し、大きな話題となった。結局、パラグアイ代表は敗れたものの、「国中を歓喜に沸かせてくれたから、選手たちにヌードのプレゼントを贈る」として、パラグアイ紙“Diario Popular”にセミヌード写真が掲載されることとなった。
同年10月11日には、国内外を問わず結婚相手を募集することを大韓民国の結婚仲介会社を通じて発表し、世界中から1,592人もの応募が殺到した。応募した男性の年齢は、上は47歳から下は18歳までで、教師や警察官、軍人のほか、大企業の社員や芸能人の応募者もいるという。